# Багряні ріки (телесеріал)
Багряні ріки (фр. Les rivieres pourpres, нім. Die purpurnen Flusse) — французько-німецький телесеріал 2018 року за однойменним романом французького письменника Жана-Крістофа Ґранже. У серіалі головні ролі виконали: Олів'є Маршаль та Еріка Сейнт. Прем'єра телесеріалу відбулась 6 вересня 2018 року на швейцарському телеканалі «RTS 1», 5 листопада 2018 року на німецькому «ZDF» та 26 листопада 2018 року французькому «France 2».

## Синопсис
Комісар поліції П'єр Ньеман, який переведений на посаду керівника Центрального управління по боротьбі з насильницькими злочинами, та його нова напарниця Каміль Делоне розслідують серії злочинів у віддалених районах Франції. Всі ці справи об'єднує неймовірна жорстокість, з якою були скоєні вбивства. Такі розслідування не під силу місцевої поліції. У кожній справі є трохи містики, заснованої на місцевих легендах або давно забутих звичаях.

## У ролях
Головні
- Олів'є Маршаль[fr] — комісар поліції
- Еріка Сейнт — Каміль Делоне, лейтенантка поліції

Повторювані
- Кен Дюкен[en] — Ніколя Клайнерт
- Любна Азабаль[en] —
- Мікеланджело Маркезе[fr] — Карл Брух
- Нора фон Вальдштеттен — Лаура фон Ґейерсберґ
- Патрік Декамп[en] — Філіп Шулер
- Стів Дрізен[fr] — Філіп Ґаяр
- Філіп Резімон[fr] — Козинський
- Міхаель Ерпелдінґ — Марк Мессоньє
- Франсуа Леванталь[fr] — Ансельме, священник
- Патрік Каталіфо[fr] — адвокат
- Деніель Нджо Лобе — Тьєррі Шоврон
- Жан-Люк Кушар[fr] — Ніколя Дюреро
- Карім Баррас[fr] — Мішель Лаґорс
- П'єр Лаплас[fr] — Маріотт
- Джо Престіа[fr] — Матуссен
- Ален Лемпоель[fr] — мер
- Стефані Біссо — дружина мера
- Стефан Войтович[fr] — Ерік Ґастінет
- Патрік Рідремон[fr] — Бокарн
- Жан-Мішель Бальтазар[fr] — Кудрай
- Ґійом Кербуш[fr] — Стефан
- Клод Перрон[fr] — Керолайн де Монфервіль
- Ісака Савадоґо[fr] — професор
- Жорж Сіатідіс[fr] — прокурор
- Крістіана Пауль — пані Віале
- Антон Цазар — Мішель Наті
- Ніколя Ґрандомм — Стефан Ґандольфі
- Каміла Сантеррі — Бландін
- Тео Дарденн — Бруно
- П’єр Дерте — Ґійом
- Труус де Бур — німецька поліціянтка
- Тьєррі Янссен — Жозеф Рейно

## Виробництво
Фільмування телесеріалу відбувалося у Бельгії.